# Thomas Edward Gullickson
Thomas Edward Gullickson (Sioux Falls, 14 augustus 1950) is een Amerikaans bisschop van de Rooms-Katholieke Kerk. Sinds 2004 diende hij in het diplomatieke korps van de Heilige Stoel als apostolisch nuntius voor een aantal Caraïbische landen waaronder Suriname. Gullickson was van 2015 tot aan zijn pensionering eind 2020 gestationeerd in Zwitserland en Liechtenstein.

## Biografie
Thomas Gullickson werd op 27 juli 1976 door bisschop Lambert Hoch tot priester gewijd voor het bisdom Sioux Falls. In Rome studeerde hij canoniek recht aan de Pauselijke Gregoriaanse Universiteit en promoveerde in 1985.
Ter voorbereiding op een diplomatieke loopbaan trad Gullickson in 1981 toe tot de Pauselijke Ecclesiastische Academie in Rome. Hij begon op 1 mei 1985 in de diplomatieke dienst van de Heilige Stoel en werkte op posten in Rwanda, Oostenrijk, Tsjechoslowakije, Jeruzalem, Israël en Duitsland.
Op 2 oktober 2004 benoemde paus Johannes Paulus II hem tot titulair aartsbisschop van Polymartium en tot apostolisch nuntius voor Trinidad en Tobago, de Bahama's, Dominica, Saint Kitts en Nevis, Saint Lucia en Saint Vincent en de Grenadines. Op 11 november 2004 werd hij tot bisschop gewijd door kardinaal Giovanni Lajolo.
Op 15 december 2004 kreeg Gullickson aanvullende benoemingen als apostolisch nuntius voor Suriname, Guyana, Antigua en Barbuda, Barbados en Jamaica. Op 20 december 2004 werd hij ook benoemd tot nuntius voor Grenada.
Op 21 mei 2011 werd hij benoemd tot apostolisch nuntius in Oekraïne. Tijdens zijn verblijf daar uitte Gullickson via Twitter en op zijn blog kritiek op paus Franciscus, onder meer over gezinsplanning, de eucharistie, de pauselijke kritiek op de Romeinse Curie en de relaties van het Vaticaan met Rusland.
Paus Franciscus benoemde Gullickson op 5 september 2015 tot apostolisch nuntius voor Zwitserland en Liechtenstein. In oktober 2020 kondigde Gullickson zijn pensionering aan; hij gaf aan terug te willen keren naar Sioux Falls. Paus Franciscus aanvaardde zijn ontslag op 31 december 2020.

## Liturgische opvattingen
Gullickson sprak regelmatig zijn voorkeur uit voor de buitengewone vorm van de mis, waarin de priester met het gezicht naar het altaar en in dezelfde richting als de gelovigen staat. Hij beschouwt dit als een stap naar het herstel van gepaste eerbied voor de liturgie.